# District de Mocímboa da Praia
Le district de Mocímboa da Praia est une subdivision administrative de la province de Cabo Delgado au nord du Mozambique. En 2015, sa population est de 108 093 habitants.
Son chef-lieu homonyme est occupé par les insurgés de la province d'Afrique centrale de l'État islamique à plusieurs reprises : le 23 mars 2020, le 27 juin 2020 et du 12 août 2020 au 8 août 2021,,.

## Source de la traduction
- (en) Cet article est partiellement ou en totalité issu de l’article de Wikipédia en anglais intitulé « Mocímboa da Praia District » (voir la liste des auteurs).